# Papilio menatius
Papilio menatius är en fjärilsart som beskrevs av Jacob Hübner 1819. Papilio menatius ingår i släktet Papilio och familjen riddarfjärilar. Inga underarter finns listade i Catalogue of Life.

## Bildgalleri

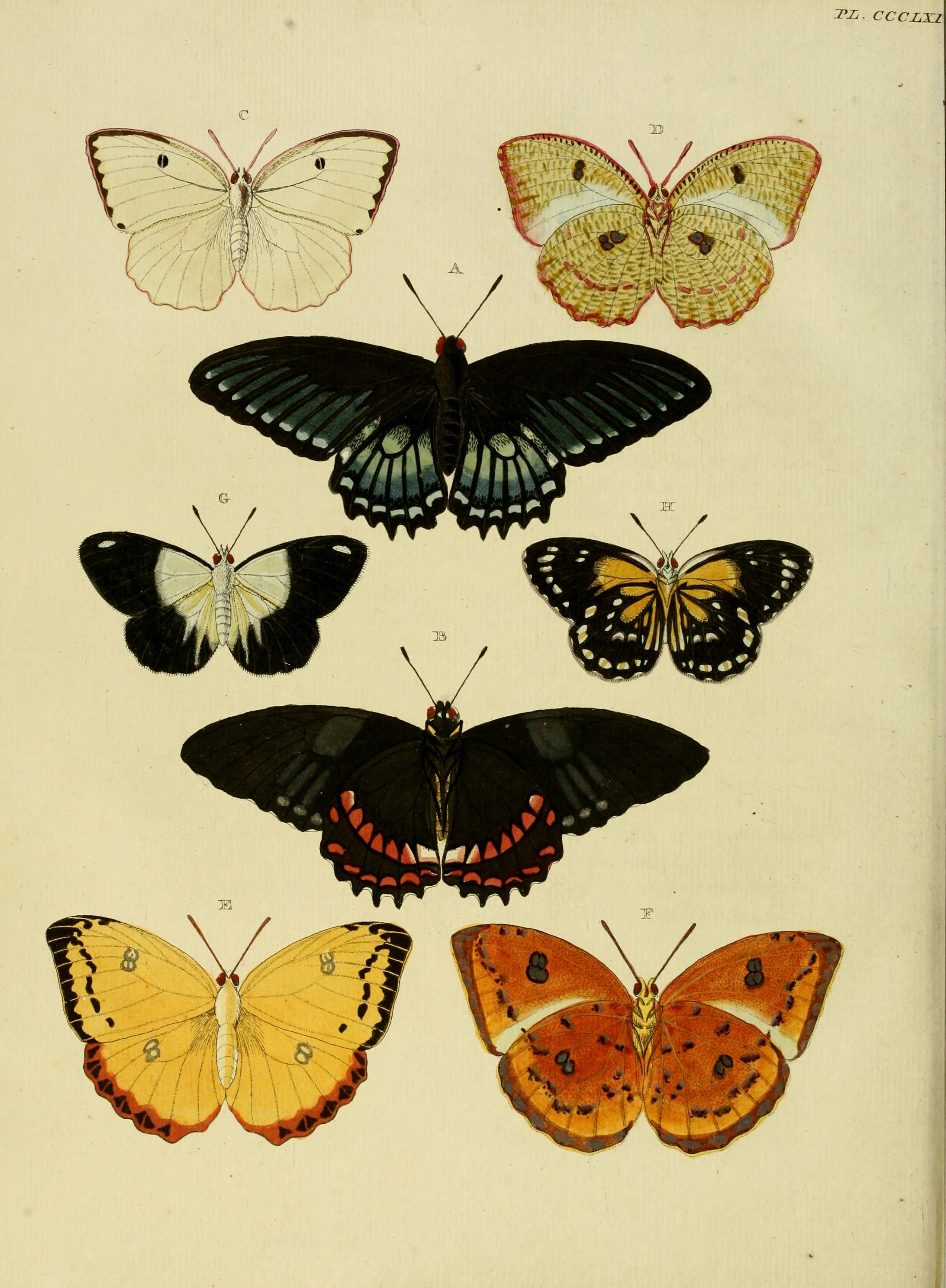
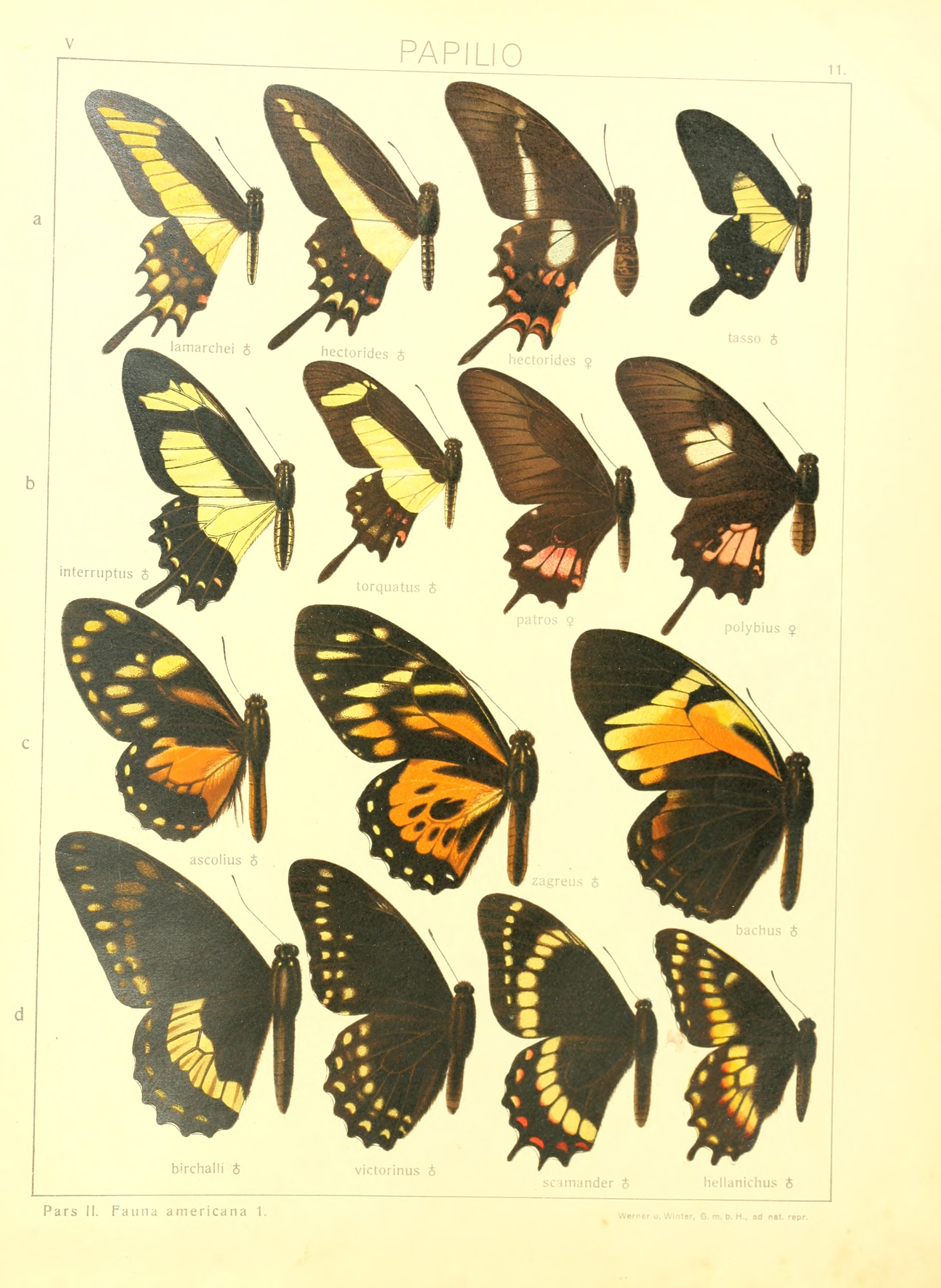
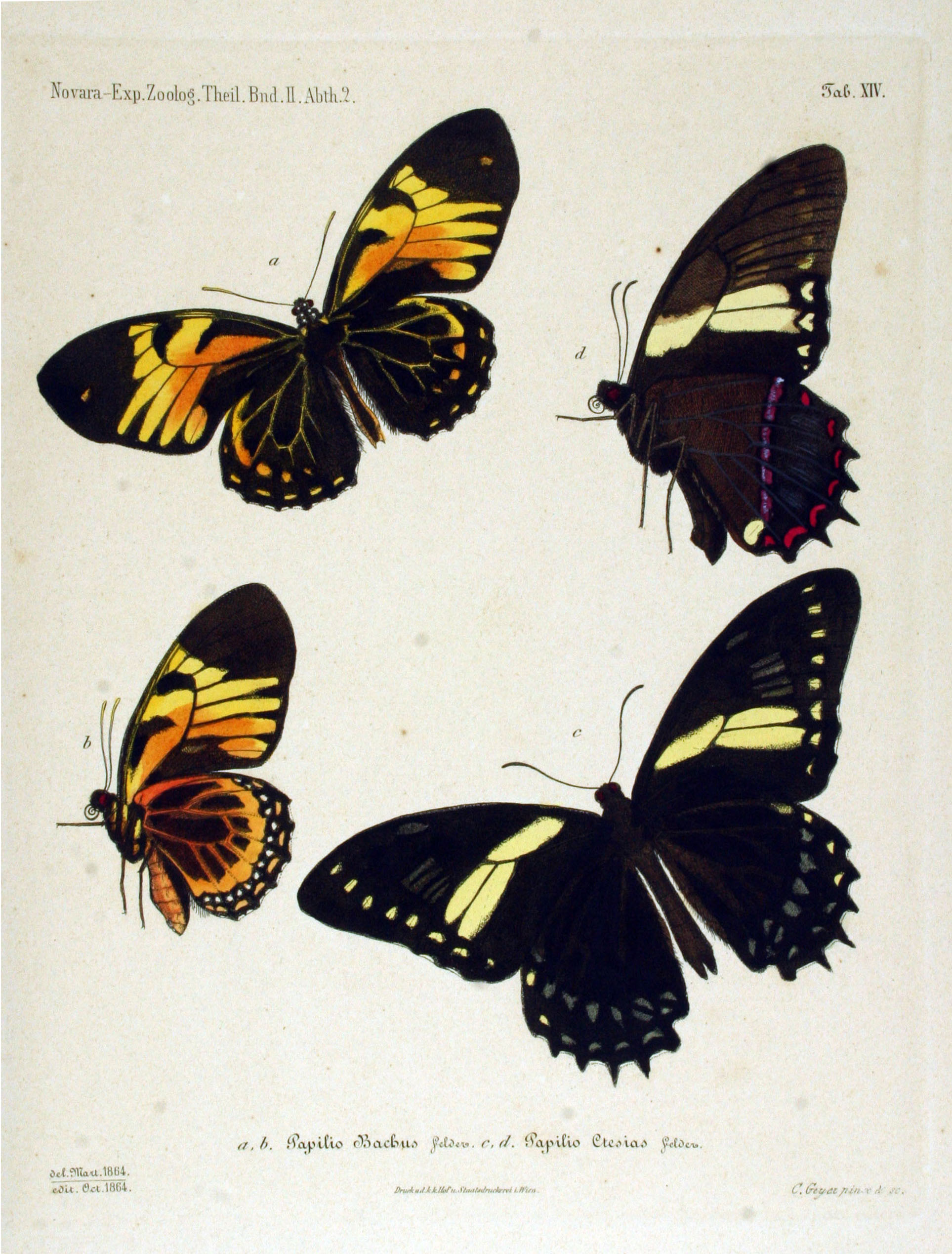
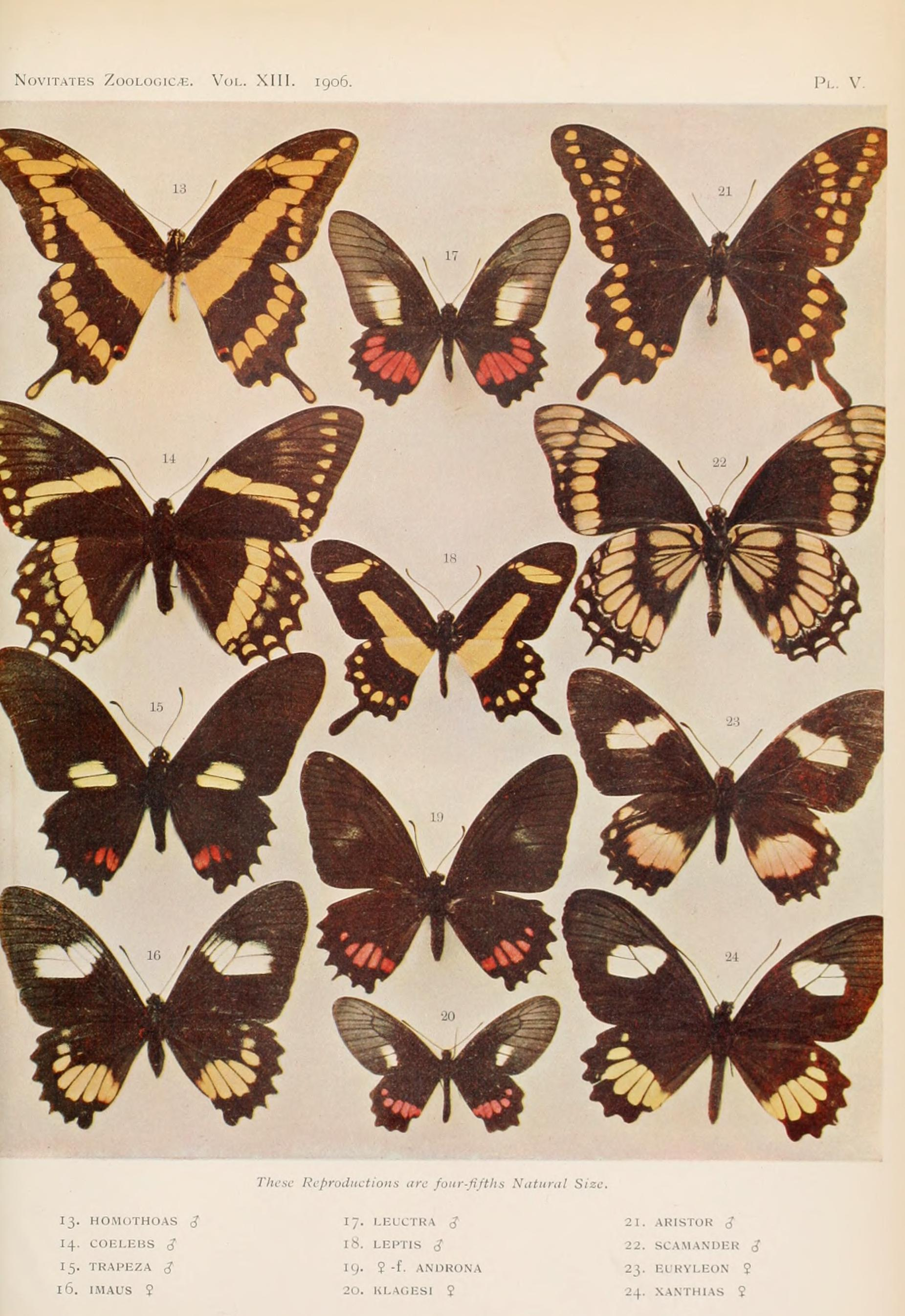
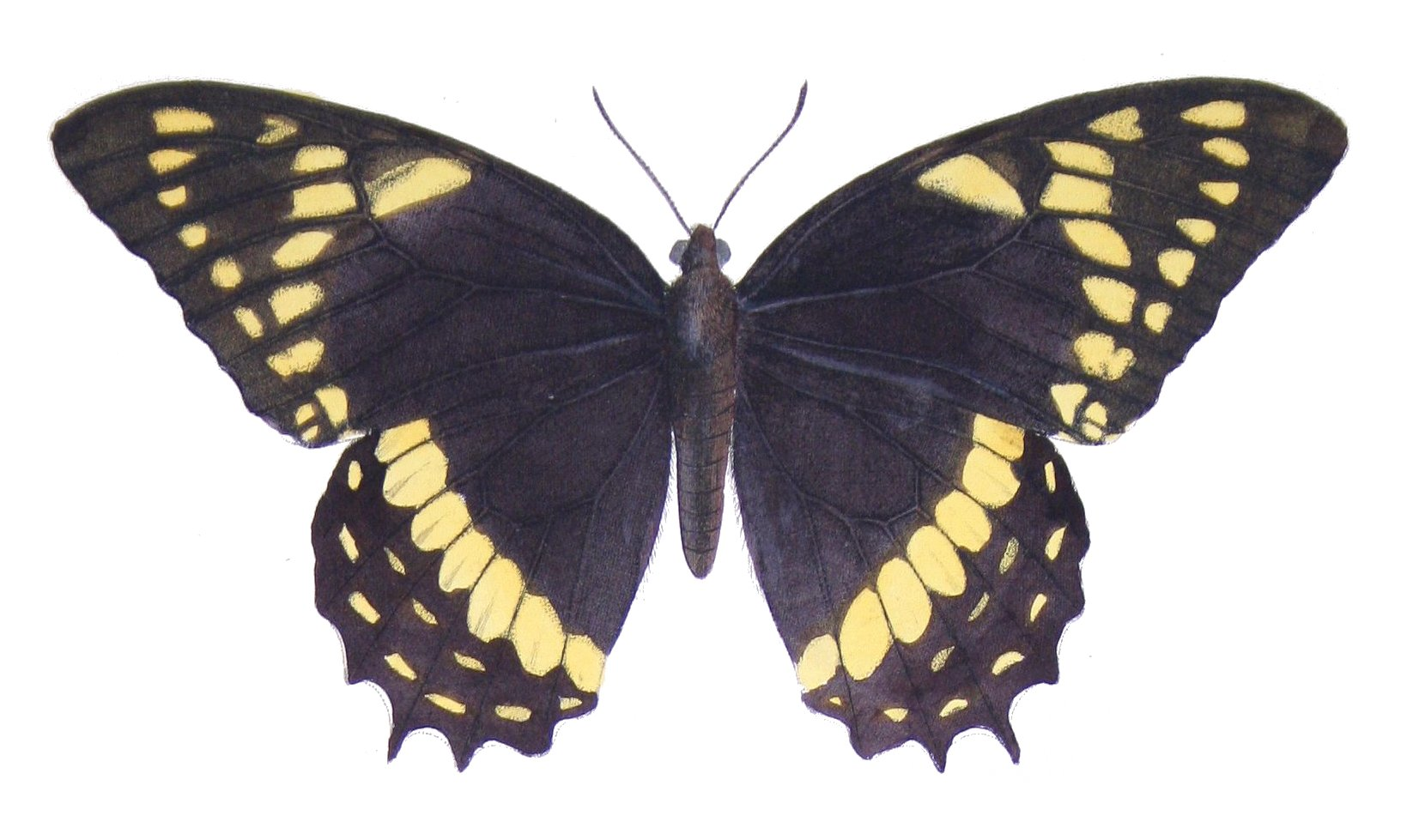
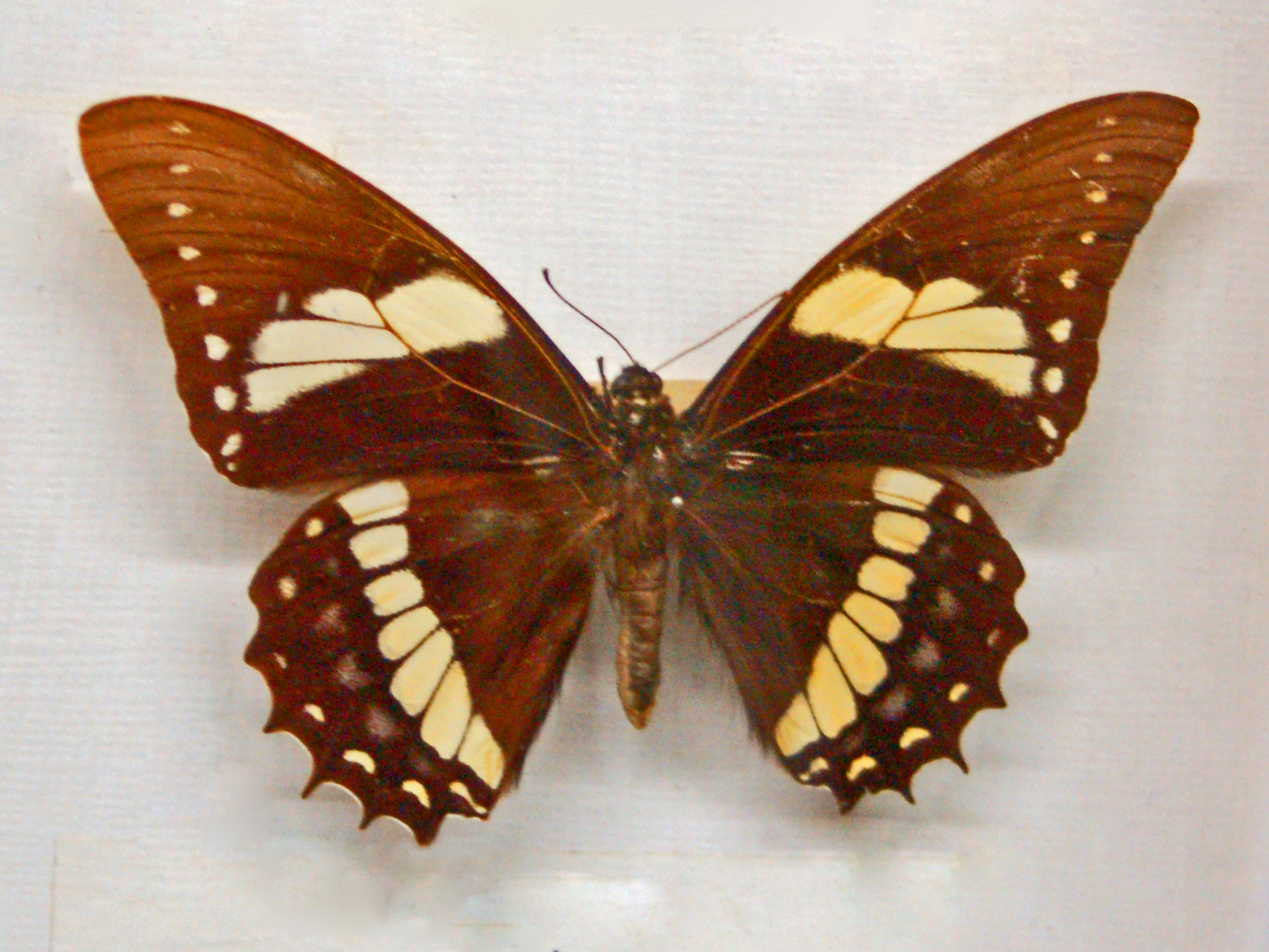